# Otostigmus voprosus
Otostigmus voprosus är en mångfotingart som beskrevs av Anatoly A. Schileyko 1992. Otostigmus voprosus ingår i släktet Otostigmus och familjen Scolopendridae.
Artens utbredningsområde är Vietnam. Inga underarter finns listade i Catalogue of Life.